# Carl Panzram

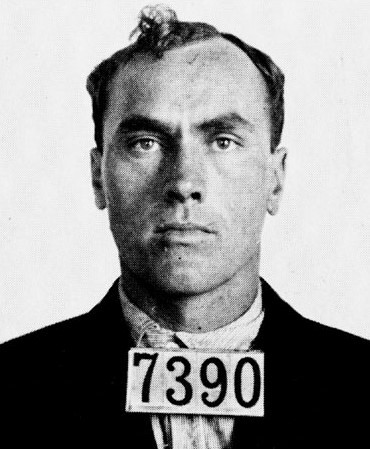
Carl Panzram

Carl Panzram (* 28. Juni 1891 in Minnesota; † 5. September 1930 im Bundesgefängnis Leavenworth, Kansas) war ein US-amerikanischer Serienmörder.

## Leben

### Kindheit und Jugend
Carl Panzram wurde als Sohn preußischer Einwanderer auf einer Farm in Polk County, nach anderen Angaben im benachbarten Marshall County (Minnesota) geboren. Zusammen mit seinen Geschwistern, fünf Brüdern und einer Schwester, musste er bereits in jungen Jahren auf der Farm arbeiten und bekam kaum die nötige Zuwendung seiner Eltern. Selbst seine Brüder verprügelten ihn oft. Im Jahr 1898 verließ der Vater plötzlich die Familie und kehrte nie wieder zurück. Ohne den „Ernährer“ in der Familie und trotz harter Arbeit lebte die Familie Panzram bald unter der Armutsgrenze.
Seine erste Straftat beging Panzram 1902, als er gerade 11 Jahre alt war. Er brach in ein Nachbarshaus ein und entwendete eine Faustfeuerwaffe. Als seine Brüder den Diebstahl bemerkten und ihn mit der Waffe antrafen, prügelten sie ihn fast zu Tode. Die Tat hatte auch juristische Konsequenzen, als Panzram deswegen verhaftet wurde und am 11. Oktober 1903 in die Minnesota State Training School nach Red Wing eingewiesen wurde, eine Anstalt für straffällig gewordene Jugendliche, in der bis zu 300 Jungen zwischen 10 und 20 Jahren untergebracht waren. Bereits am Tag seiner Ankunft in der Schule soll Panzram, wenn man seinen späteren Angaben Glauben schenkt, von einem Anstaltsleiter in dessen Büro sexuell missbraucht worden sein.
In den kommenden Monaten lernte Panzram zwar lesen, was er auf der Familienfarm kaum konnte, war aber auch der unbarmherzigen Strenge von Lehrern und Schulleitern ausgesetzt. Er begann zu lügen und erzählte den Lehrern, was diese hören wollten. Wenn sich Panzram oder einer seiner Mitschüler den Anordnungen widersetzte, wurden sie mit Holzlatten und anderen Gegenständen geschlagen oder zum Teil auch missbraucht. Insgeheim sann er auf Rache, die in der Nacht auf den 7. Juli 1905 ihr Ventil fand, als er ein Feuer in einem der Schule angeschlossenen Schuppen legte. Ein großer Teil des Schulgebäudes brannte nieder. Zwar wurde niemand beim Löschen des Feuers verletzt; den Brandstifter konnte jedoch auch niemand bestimmen.
Im Herbst 1905 wurde Panzram aus der Schule entlassen und kehrte nach Hause auf die Farm zurück. Da einer seiner Brüder ertrunken war, musste nun Carl seiner gesundheitlich schwer angeschlagenen Mutter helfen. Im Januar 1906 wurde Panzram auf Bewährung aus der Red Wing Training School entlassen, wo er eingesperrt worden war, weil er Geld aus der Brieftasche seiner Mutter gestohlen hatte. Hier hätte er beinahe seinen ersten Mord begangen. Als seine Lehrerin ihn nach einem Streit mit einer Holzlatte geschlagen hatte, organisierte Panzram eine Waffe und betrat seine Schule mit der Absicht, damit seine Lehrerin zu töten. Doch fiel die Waffe vor der Lehrerin aus seiner Hose auf den Klassenboden, so dass das Attentat gescheitert war. Panzram wurde der Schule verwiesen. Zwei Wochen nach dem Mordversuch, Anfang Februar 1906, nahm der 14-jährige Panzram Abschied von zu Hause und begann nun seine jahrelange Reise.

### Erste Straftaten
Panzrams erstes Ziel war Montana. In einem Viehwagen reiste er als „blinder Passagier“ durch den Mittleren Westen und hielt sich mit Diebstählen finanziell über Wasser. In der ersten Phase seiner Flucht soll er nach seinen Angaben von einer Gruppe ebenfalls heimatloser Männer sexuell missbraucht worden sein.
Im Sommer 1906 wurde Panzram in Butte (Montana) wegen Einbruchdiebstahls verhaftet und zu einer Freiheitsstrafe von einem Jahr in der Montana State Reform School in Miles City (Custer County) verurteilt. Da der 14-Jährige physisch schon stark einem Erwachsenen ähnelte, genoss er unter den ebenfalls jugendlichen Insassen und dem Wachpersonal schon bald den Ruf eines Kriminellen. Hier beging Panzram sein erstes nachweisliches Tötungsdelikt, als er einen Aufseher, der ihn des Öfteren verprügelt hatte, mit einer Holzlatte niederschlug. Zur Strafe musste er deswegen einige Zeit in Isolationshaft verbringen.
1907 gelang Panzram mit einem anderen Häftling, Jimmie Benson, die Flucht aus Miles City. Mit Benson als Komplizen brach er in Terry, einer Kleinstadt in Prairie County, in ein Waffenlager ein und erbeutete einige Waffen. In den kommenden Wochen zogen Panzram und Benson entlang der amerikanisch-kanadischen Grenze eine Spur der Zerstörung, da sie mehrfach in Läden einbrachen und Gebäude, darunter vor allem Kirchen, niederbrannten. In Fargo (North Dakota) trennten sich die beiden, nicht ahnend, dass sie sich in einigen Jahren wiedersehen würden. Um die Polizei, die Panzram hinter sich vermutete, abzuschütteln, kehrte er 1907 nach Montana zurück und meldete sich, obwohl noch minderjährig, in Helena zur United States Army.
Er wurde daraufhin im Dezember 1907 nach Fort William Henry Harrison in Lewis and Clark County versetzt, wo er als Infanterist eingesetzt wurde. Doch die Armee mit ihrer Disziplin war für Panzram nicht das Richtige, da er oft durch Insubordination auffiel und Befehle missachtete. Im April 1908, nach nur vier Monaten bei der Armee, brach er in das Quartier eines Quartiermeisters ein und stahl Kleidung im Wert von rund 90 US-Dollar. Er versuchte daraufhin, Fahnenflucht zu begehen, wurde jedoch von der Polizei aufgegriffen und ins Gefängnis gesperrt. Am 20. April 1908 kam es vor einem Militärgericht zu einem kurzen Prozess, in dem Panzram zu einer Freiheitsstrafe von drei Jahren verurteilt wurde. Die Unterschrift unter Panzrams Urteil setzte der damalige Kriegsminister und künftige US-Präsident William Howard Taft.
Militärgefangene mussten, egal aus welchem Bundesstaat sie kamen, ihre Strafe im United States Military Prison in Leavenworth in Kansas absitzen. In einem Viehwagen und mit wenig Wasser und Nahrung ausgestattet, wurde Panzram mit einer Gruppe anderer Häftlinge auf den 1000 Meilen langen Weg geschickt. Anfang Mai 1908 kam der Zug in Leavenworth an, wo Panzram wiederum nicht sein wahres Alter von 17 Jahren verriet und sich älter machte. Darum musste er, wie seine Mitgefangenen auch, harte körperliche Arbeit in einem Steinbruch verrichten. Dabei trug er 24 Stunden täglich eine 50 pounds (ca. 23 kg) schwere Eisenkugel am Bein. Während der Arbeit, die 10 Stunden täglich und sieben Tage in der Woche zu verrichten war, herrschte absolute Stille. Wenn ein Gefangener sprach, wurde er geschlagen und danach in Einzelhaft gesteckt. Dies passierte auch Carl Panzram mehr als einmal. Wie in der Jugendstrafanstalt in Minnesota legte er auch hier eines Nachts in einer Werkstatt Feuer und verursachte dabei einen Schaden von 100.000 Dollar. Auch wenn Panzram oft an Flucht dachte, war dies in Leavenworth ein Ding der Unmöglichkeit, da die Mauern 40 Fuß (12 Meter) hoch waren und ein Fundament von 20 Fuß (6 Meter) hatten.
Wegen guter Führung wurde Panzram bereits 1910 aus Leavenworth entlassen.

### Panzrams Taten
Nach Panzrams Entlassung aus Leavenworth lässt sich sein Leben über einen Zeitraum von knapp einem Jahr nur fragmentarisch rekonstruieren. Als gesichert gilt, dass er mit dem Zug als „blinder Passagier“ durch alle südwestlichen US-Bundesstaaten reiste. Um sich finanziell über Wasser zu halten, brach er in Wohnhäuser ein und stahl alles, dessen er habhaft werden konnte. Auch setzte er vor allem im Sommer Felder und in Blüte stehende Äcker in Brand und vernichtete so die Existenzgrundlage zahlreicher Farmer. Um die Polizei zu verwirren, nahm er immer wieder andere Identitäten an. Darum wurde nicht Carl Panzram, sondern ein gewisser Jeff Baldwin wegen Einbruchdiebstahls in Rusk im US-Bundesstaat Texas verhaftet. Doch konnte Panzram bereits nach wenigen Tagen aus dem nur mäßig gesicherten Bezirksgericht von Cherokee County entkommen. Ebenso gelang ihm die Flucht aus dem Gefängnis in Fresno (Kalifornien), wo er im Sommer 1911 unter dem Pseudonym Jefferson Davis wegen des Diebstahls eines Fahrrads eine Freiheitsstrafe von sechs Monaten hätte verbüßen sollen. Bereits nach 30 Tagen konnte er entkommen und floh nach Norden. Als er in einem Frachtwaggon auf eine Gruppe weiterer blinder Passagiere traf, zwang er sie mit vorgehaltener Waffe zur Herausgabe ihrer Wertsachen, vergewaltigte einen von ihnen und warf die Gruppe aus dem fahrenden Zug in den sicheren Tod.
Obwohl Panzram gewiss auch aus anderen Gefängnissen mit Erfolg entkommen konnte, sind nur noch seine Fluchten aus The Dalles (Oregon) und Harrison (Idaho) belegt. Im Frühjahr 1913 wurde er wegen schweren Raubs in Chinook im US-Bundesstaat Montana verhaftet und am 27. April 1913 zu einer einjährigen Freiheitsstrafe im Gefängnis von Deer Lodge verurteilt.
Panzram gab Jahre später zu, dass ihm einmal, als er sich in einem Bordell versteckte, die Brieftasche gestohlen und er sich mit Tripper infiziert hatte. Er wurde paranoid und behauptete, die Polizei sei ihm ständig auf der Spur, könne ihn aber nie fassen. 1913 wurde er unter dem Decknamen „Jack Allen“ in The Dalles, Oregon, wegen Straßenraubs, Körperverletzung und Sodomie verhaftet und brach nach zwei Monaten aus dem Gefängnis aus. In Harrison, Idaho, wurde er unter dem Decknamen „Jeff Davis“ erneut verhaftet, entkam jedoch aus dem Bezirksgefängnis. Am 7. April 1913 wurde Panzram unter dem Decknamen „Jeff Davis“ in Malta, Montana, verhaftet: „Ein Mann, der sich als Jeff Davis ausgab, wurde am Montagmorgen wegen Ruhestörung verhaftet und ins Bezirksgefängnis gebracht. Im Laufe des Tages traf aus Chinook die Information ein, dass er dort gesucht wurde, weil er in eine Zahnarztpraxis eingebrochen war und einen pelzgefütterten Damenmantel und eine Tube Gold gestohlen hatte. Ein Beamter aus Chinook verfolgte Jeff am Dienstag. Der fragliche Mantel wurde in Malta für 5 Dollar verkauft, und es sieht so aus, als hätten die Beteiligten anstelle des Mantels Erfahrung im Wert von 5 Dollar gekauft.“ In Chinook, Montana, wurde er unter dem Decknamen „Jefferson Davis“ wegen Einbruchs zu einem Jahr Gefängnis verurteilt, das er im Staatsgefängnis von Montana absitzen sollte.
Am 27. April 1913 wurde Panzram unter seinem Decknamen „Jefferson Davis“ in das Staatsgefängnis von Montana in Deer Lodge eingeliefert. Als Beruf wurde „Kellner und Fuhrmann“ angegeben. Er traf Jimmie Benson und plante eine Flucht. Benson wurde jedoch verlegt. Panzram entkam am 13. Am 27. April 1913 wurde Panzram unter seinem Decknamen „Jefferson Davis“ in das Staatsgefängnis von Montana in Deer Lodge eingeliefert. Als Beruf wurde „Kellner und Fuhrmann“ angegeben. Er traf Jimmie Benson und plante eine Flucht. Benson wurde jedoch verlegt. Panzram entkam am 13. November 1913. „Jeff Davis, der hier vor einiger Zeit wegen des Raubes einer Zahnarztpraxis in Chinook verhaftet und ins Gefängnis geschickt wurde, ist aus dieser Anstalt entkommen. Er war ein treuer Diener und arbeitete im Straßenbau.“ Innerhalb einer Woche wurde er wegen Einbruchs in Three Forks verhaftet und gab seinen Namen als „Jeff Rhoades“ an. Er wurde für ein weiteres Jahr in Deer Lodge inhaftiert. Nach eigenen Angaben beging er während seiner Haft Sodomie. Panzram wurde am 3. März 1915 mit einem neuen Anzug, 5 Dollar und einer Fahrkarte in die nächste Stadt (zehn Kilometer entfernt) freigelassen. Er fuhr mit der Bahn durch Washington, Idaho, Nebraska und South Dakota über den Columbia River. Am 1. Juni brach er in ein Haus in Astoria, Oregon ein und wurde kurz darauf verhaftet, als er versuchte, einige der gestohlenen Gegenstände zu verkaufen. Hier traf Panzram auch Jimmie Benson wieder, jenen jungen Mann, mit dem er sieben Jahre zuvor aus der Jugendstrafanstalt von Miles City geflüchtet war. Dieser war wegen Bankraubs zu einer Freiheitsstrafe von 10 Jahren verurteilt worden. Obwohl die beiden einen gemeinsamen Ausbruch planten, kam dieser nicht zu Stande, da Benson kurz zuvor in ein anderes Gefängnis verlegt wurde. Im Alleingang unternahm Panzram am 13. November 1913 einen erfolgreichen Ausbruch. Doch beging er unter dem Namen Jeff Rhodes kaum eine Woche später in Three Forks (Montana) erneut einen Einbruch, bei dem er verhaftet und nach Deer Lodge zurückgeschickt wurde. Als Konsequenz seiner Flucht und seines erneuten Einbruchs wurde Panzrams Haftstrafe um ein weiteres Jahr verlängert. Panzram blieb nichts anderes übrig, als seine Haftstrafe bis auf den letzten Tag abzusitzen, woraufhin er am 30. März 1915 entlassen wurde.

### Die große Flucht
In den kommenden zwei Monaten setzte Panzram seinen Raubzug entlang des Columbia River fort und erreichte so im Frühsommer 1915 Oregon. Hier brach er in der Nacht auf den 1. Juni 1915 in ein Haus in Astoria ein und stahl Kleidung und andere Sachgegenstände im Wert von lediglich 20 US-Dollar (inflationsbereinigt $644 nach heutigem Wert). Als er später eine gestohlene Uhr verkaufen wollte, um an Geld zu kommen, wurde er erneut festgenommen. Nach einem Handel mit dem Bezirksstaatsanwalt, bei dem Panzram sich des Raubes schuldig bekannte, wurde er zu einer Freiheitsstrafe von sieben Jahren im Gefängnis von Salem verurteilt. Unter dem falschen Namen Jefferson Baldwin trat er seine Haftstrafe am 24. Juni 1915 an.
Das Oregon State Penitentiary galt als eines der gefürchtetsten und härtesten Gefängnisse im US-amerikanischen Nordwesten. Der Direktor, ein ehemaliger Sheriff namens Harry Minto, behandelte die Gefangenen mit strenger Härte. Wenn einer von ihnen ein falsches Wort sprach, wurde er geschlagen, oft ausgepeitscht, in Einzelhaft gesteckt oder für Tage mit den Händen am Rücken an einem Balken aufgehängt. Auch Panzram musste diese Strenge am eigenen Leib spüren, als er am 1. Januar 1916 wegen Befehlsverweigerung zwei Tage hintereinander 10 Stunden täglich an ebendiesem Balken hängen musste. Als die Wachbeamten am 27. Februar 1916 bei Panzram eine Latte entdeckten, die dieser als Waffe hätte missbrauchen können, wurde Panzram für drei Wochen bei Wasser und Brot in Isolationshaft gesteckt. Als Panzram aus Rache drei Gebäude im Gefängniskomplex in Brand steckte, wurde die Isolationshaft auf 61 Tage verlängert. Im Frühjahr 1917 half er seinem Mithäftling Otto Hooker bei der Flucht aus dem Gefängnis. Als Hooker im September 1917 den Gefängnisdirektor Harry Minto in Albany ermordete, wurden die Haftbedingungen verschärft.
Nach mehreren gescheiterten Ausbruchsversuchen gelang Panzram am 18. September 1917 die Flucht. Nach wenigen Tagen wurde er in Linn County von einem Wachbeamten des Gefängnisses auf der Straße erkannt und nach einem kurzen Feuergefecht festgenommen. Panzram wurde nach Salem zurückgebracht und, nachdem man ihn fast zu Tode geprügelt hatte, in Einzelhaft gesteckt. Überraschend gelang Panzram jedoch wenige Monate später, am 12. Mai 1918, erneut die Flucht.

### Panzram wird zum Serienmörder
John O’Leary, wie sich Panzram nun nannte, ließ sich ab dem Sommer 1920 in New Haven im US-Bundesstaat Connecticut nieder. Wieder beging er mehrfachen Wohnungseinbruch, so im August 1920 auch in ein Haus in der Whitney Avenue. Dabei fiel ihm eine Faustfeuerwaffe in die Hände, auf der der Name William H. Taft eingraviert war. Panzram war soeben in das Haus des ehemaligen US-Präsidenten William Howard Taft eingestiegen, jenes Mannes, der ihn 1907 als damaliger Kriegsminister nach Leavenworth geschickt hatte. Taft lehrte nun als Professor an der Yale University.
Panzrams „Revier“ war nun die US-amerikanische Ostküste, vor allem der New Yorker Stadtteil Manhattan, wo er ebenfalls auf Beutejagd ging und auf diese Weise an Kleidung, Schmuck, Geld und Waffen gelangte. Mit dem erbeuteten Geld erwarb er eine Jacht, die Akista, mit der er entlang des East River und Long Island Sound zwischen New York State und Connecticut unterwegs war und Hausboote und Jachten überfiel. An der Lower East Side von Manhattan fielen ihm zudem die vielen obdach- und oft arbeitslosen Matrosen auf, von denen er einzelne zu sich auf die Akista einlud. Wenn sie für Panzram gearbeitet hatten und auf Entlohnung warteten, machte dieser sie mit Alkohol gefügig, vergewaltigte sie und ermordete sie zuletzt. Die Leichen ließ er mit einem Stein am Hals entweder im Fluss oder im Atlantik verschwinden. Eine exakte Zahl von Panzrams Opfern kann heute nicht mehr angegeben werden, in späteren Verhören gab er an, im Sommer 1920 habe er nur drei Männer ermordet. Im Oktober 1920 erlitt die Panzram an der Küste von New Jersey Schiffbruch.
Es gibt einen zeitgenössischen Zeitungsbericht, in dem Panzram unter seinem Decknamen „O’Leary“ erwähnt wird: Evening Public Ledger [Band], 7. Oktober 1920, NIGHT EXTRA, Seite 6, Bild 6 berichtet, dass sich am 3. Oktober 1920 John O’Leary, Kapitän der Jacht Akiska, zusammen mit John Delaney und J. Gilmore an der Ankerwinde der Jacht festgebunden hatten, nachdem die Akiska beim Versuch, in der Absecon Inlet Schutz zu suchen, auf den Brigantien Shoals vor Atlantic City, New Jersey, gesunken und auf die Seite gedreht war. Am 6. Oktober 1920 wurden sie von Kapitän Henry Brown von einem Fischerboot gerettet. O’Leary lag aufgrund eines Schocks und Unterkühlung im Krankenhaus.”
Im Herbst 1920 wurde Panzram wegen Einbruchdiebstahls in Bridgeport, Connecticut, festgenommen und zu einer Freiheitsstrafe von sechs Monaten verurteilt. Routiniert gelang ihm nach wenigen Monaten, im Frühjahr 1921, die Flucht aus dem Gefängnis.
Panzram, der das Abenteuer suchte, fand danach Arbeit bei der Sinclair Oil Company, einer Gesellschaft, die unter anderem in Angola nach Öl bohrte. Panzram ging darum im Frühsommer 1921 an Bord eines Schiffes mit dem Ziel Afrika. Kurz nach seiner Ankunft in der Stadt Luanda vergewaltigte und tötete er einen etwa elfjährigen afrikanischen Jungen. Panzram ließ sich danach in einem Fischerdorf in der angolanischen Provinz Benguela nieder. Obwohl ihn die Behörden beschuldigten, den Mord an dem Jungen begangen zu haben, konnten sie es ihm nicht nachweisen. Mit Geld konnte er sechs einheimische Männer überreden, ihn auf eine Krokodiljagd zu begleiten. Diese ahnten nicht, dass Panzram sie in der Abgeschiedenheit des Dschungels kaltblütig ermorden und den Krokodilen zum Fraß vorwerfen würde. Auch vergewaltigte und tötete er entlang des Flusses Kongo weitere Männer und Jungen; einige von ihnen waren kaum elf Jahre alt. Nach wenigen Monaten in Afrika hatte er durch Raub so viel Geld erworben, dass er über die Kanaren und Portugal im Sommer 1922 wieder in die Vereinigten Staaten zurückkehrte.
In New York erneuerte Panzram seine Zulassung zum Kapitän und stahl kurze Zeit danach eine Jacht, mit der er über Rhode Island nach Massachusetts gelangte. In Salem traf er am Nachmittag des 18. Juli 1922 eines der wenigen Opfer, deren Namen man heute kennt, den 12-jährigen George Henry McMahon. Dieser war von einer Bekannten zu einem Geschäft geschickt worden, um Milch zu besorgen. Panzram soll nach eigenen Angaben das wehrlose Kind am Arm gepackt und es in einem Zeitraum von drei Stunden mehrfach vergewaltigt haben. Danach zertrümmerte er dessen Schädel mit einem Stein. Obwohl kurz danach zwei Einwohner von Salem am Tatort vorbeikamen und den Fremden bemerkten, konnte Panzram unbehelligt entkommen. Der Leichnam von George McMahon wurde erst drei Tage später, am 21. Juli 1922, entdeckt. Der Mord allerdings konnte sechs Jahre lang nicht geklärt werden.PAnzram killed a second youth Juli 1923 New Haven CT. Panzerm beschrieb ihn als etwa sechzehn Jahre alt, Sohn oder Neffe eines New Yorker Polizisten, und glaubte, er sei jüdischer Abstammung. Das unbekannte Opfer war 1,70 m groß, wog 63 kg, hatte braunes Haar und trug eine dicke Sonnenbrille; er trug einen braunen Nadelstreifenanzug. Unter einem Arm wurde eine Trucker-Mütze gefunden.
Unter dem Namen John O’Leary erwarb Panzram im Frühjahr 1923 ein Apartment in Westchester County (New York). Er nahm einen Job als Nachtwächter bei einer Firma in der Yonkers Avenue an, wo er den 15-jährigen George Walosin kennenlernte, der als Hilfsarbeiter im Werk arbeitete. Er erwarb das Vertrauen des Jungen und redete ihm ein, dieser könnte Analverkehr gut finden. So kam es, dass Panzram Walosin am 25. Juni 1923 erstmals auf seiner Jacht sexuell missbrauchte, ihn jedoch am Leben ließ. Der Plan Panzrams war es, dass Walosin ebenfalls Männer missbrauchen und töten sollte. Eine Lektion bekam der Jugendliche am Abend des 27. Juni 1923 auf der Jacht zu sehen, als Panzram einen jungen Mann in Walosins Anwesenheit ermordete. Am nächsten Tag, dem 28. Juni 1923, sollte Walosin im Alleingang einen Menschen töten, wozu sich der Junge jedoch nicht imstande fühlte. Vielmehr ging er in Poughkeepsie zur Polizei und beschuldigte Panzram, ihn sexuell missbraucht zu haben. Auch offenbarte Walosin den Ermittlern den Mord an dem unbekannten Mann. Nach intensiven, kurzen Ermittlungen klickten am Morgen des 29. Juni 1923 in Nyack für Panzram die Handschellen. Ein Fluchtversuch aus dem Gefängnis in Yonkers in der Nacht auf den 2. Juli 1923, den Panzram und ein Zellengenosse namens Fred Dederoff unternahmen, wurde von den Wächtern im letzten Augenblick vereitelt. Panzram wurde ein Strafverteidiger namens Cashin zur Seite gestellt, den Panzram anflehte, ihn gegen Kaution freizubekommen. Er bot Cashin als Belohnung die Jacht an, die seinen Angaben nach an die 10.000 Dollar wert sei. Wie erhofft wurde Panzram nach wenigen Tagen aus dem Gefängnis entlassen und machte sich sofort aus dem Staub. Als Cashin die Jacht auf seinen Namen registrieren lassen wollte, stellte sich heraus, dass diese gestohlen war, worauf sie konfisziert wurde. Panzram hatte seinen eigenen Rechtsanwalt betrogen.
Wenige Wochen später brach Panzram in der Nacht auf den 26. August 1923 in ein Eisenbahndepot in der Gemeinde Larchmont ein, wo er aus Koffern von Zugfahrgästen Wertsachen und Geld erbeutete. Doch wurde er von einem Nachtwächter namens Richard Grube auf frischer Tat ertappt und sofort verhaftet. Am nächsten Tag wurde für John O’Leary, wie sich Panzram nannte, eine Kaution in Höhe von 5.000 Dollar festgesetzt und dieser anschließend ins Bezirksgefängnis von Westchester County eingewiesen. Auf der Fahrt ins Gefängnis gab Panzram an, er sei ein aus Oregon entflohener Häftling; auch hätte er wegen des Mordes an einem Polizisten eine 17-jährige Freiheitsstrafe verbüßen sollen. Auch prahlte er mit seinen Taten. Die Behörden aus New York nahmen Kontakt mit ihren Kollegen aus Oregon auf, die die Angaben Panzrams am 29. August 1923 bestätigten. Panzram wurde daraufhin zu einer Freiheitsstrafe von fünf Jahren verurteilt und kam im Oktober 1923 in das Gefängnis nach Dannemora (Clinton County), rund 10 Meilen von der kanadischen Grenze entfernt. Panzram setzte auch hier Zerstörungsabsichten in die Tat um, indem er ein Gebäude des Gefängniskomplexes in Brand steckte und versuchte, einen Vollzugsbeamten zu ermorden. Bei einem gescheiterten Ausbruchsversuch verletzte sich Panzram so schwer, dass seine gebrochene Hüfte in einer Operation versorgt werden musste. Nachdem er einen Mitgefangenen sexuell missbraucht hatte, verbrachte Panzram die letzten zwei Jahre und vier Monate seiner Haftstrafe in Isolationshaft. Im Juli 1928, nach fünf Jahren, wurde Panzram entlassen.

### Der Prozess
Nach Dutzenden Einbrüchen und zumindest einem Mord in Baltimore (Maryland) erreichte Panzram die Bundeshauptstadt Washington, D.C. Auch hier wurde er wegen eines Einbruchs verhaftet und zum wiederholten Male ins Gefängnis gesperrt. Hier lernte Panzram den erst 26-jährigen jüdischen Vollzugsbeamten Henry Lesser kennen, der Panzram die Frage stellte, welche Verbrechen dieser begangen habe. In den kommenden Wochen offenbarte Panzram Lesser seine ganze Lebensgeschichte, die dieser auch notierte. Zwischen den Männern entstand eine Art von Freundschaft, da Lesser Panzram mit Zigaretten und Essen versorgte und Panzram dafür den jungen Mann mit einer Geschichte, die zuletzt 20.000 Wörter umfasste. Auch legte Panzram nicht nur Geständnisse in zahlreichen Mordfällen ab, sondern übte offen Kritik am US-amerikanischen Justizsystem, das ihn zu Beginn seines Lebens zum Kriminellen hatte werden lassen.
Am 29. Oktober 1928 wurde Panzram der Mord am 14-jährigen Alexander Uszacke aus Philadelphia (Pennsylvania) zur Last gelegt, den er auch gestand. Auch konnte ihm nun der Mord am 12-jährigen George McMahon aus dem Jahr 1922 nachgewiesen werden und die erneute Flucht aus dem Gefängnis in Oregon. Im Herbst 1928 kam es in Washington zu einem kurzen Prozess, der am 12. November 1928 mit einem Schuldspruch endete. Wegen Mordes wurde Panzram zu einer Freiheitsstrafe von 15 Jahren verurteilt, wegen Einbruchs zu zusätzlichen 10 Jahren. Mit einem Grinsen im Gesicht verließ Panzram das Gerichtsgebäude.

### Panzrams Tod
Am 1. Februar 1929 kam Panzram erneut in Leavenworth an, wo er knapp zwei Jahrzehnte zuvor bereits eine Haftstrafe zu verbüßen hatte. Da er nicht mit den anderen Gefangenen im Steinbruch arbeiten wollte, ersuchte er um eine Arbeit, bei der er allein sein konnte. Panzrams Wunsch wurde genehmigt, und so wurde er Mitarbeiter in der Gefängniswäscherei. Hier wurde er dem Vollzugsbeamten Robert Warnke unterstellt, mit dem Panzram jedoch beinahe täglich in Streit geriet, da dieser Gefangene, speziell Panzram, wegen kleinerer Vorschriftsübertretungen mahnte und den Wärtern meldete. Auch verbrachte Panzram auf Anordnung Warnkes mehrere Tage in Isolationshaft. So geschah es, dass Panzram am 20. Juni 1929 Warnke ohne ein Wort zu sagen mit einer Eisenstange niederschlug. Durch einen Schädelbruch verstarb Warnke noch an Ort und Stelle.
Panzram wurde daraufhin am 14. April 1930 der Prozess gemacht. Nach nur 45 Minuten Beratung fällte die Jury das Urteil – Tod durch den Strang. In der Todeszelle lernte Panzram auch einen der bekanntesten Häftlinge von Kansas kennen, Robert Stroud, der später als Birdman of Alcatraz über die US-Landesgrenzen hinaus bekannt wurde.
Die letzten Monate seines Lebens verbrachte Panzram damit, mit Henry Lesser in Washington schriftlich zu kommunizieren. Auch komplettierte Lesser auf diese Art seine spätere Biografie von Panzram.
Am Morgen des 5. September 1930, kurz vor 6:00 Uhr, stieg Panzram die 12 Stufen des Galgens empor, um seine Strafe entgegenzunehmen. Seine letzten Worte waren:

“Yes, hurry it up, you Hoosier bastard! I could kill ten men while you’re fooling around!”

„Ja, beeil Dich, Du hinterwäldlerischer Bastard! Ich könnte zehn Männer umbringen, während du herumtrödelst!“

Panzram wurde um 6:18 Uhr vom Gefängnisarzt Justin Fuller für tot erklärt. Da Panzram keine Verwandten hatte, wurde sein Leichnam auf dem Gefängnisfriedhof von Leavenworth bestattet.
Carl Panzrams genaue Opferanzahl kann man heute nur noch abschätzen. Bestätigt sind 22 Menschen, die Panzram auf seiner jahrelangen Reise ermordet hat.

## Film
- 1996: Killer – Tagebuch eines Serienmörders (mit James Woods als Carl Panzram und Robert Sean Leonard als Henry Lesser)